# Паоло Нутіні
Паоло Джованні Нутіні (англ. Paolo Giovanni Nutini; нар. 9 січня 1987, Пейслі) — шотландський співак, автор пісень і музикант з Пейслі. Дебютний альбом Нутіні «These Streets» (2006) дебютував на третьому місці рейтингу UK Album Chart. Його наступний альбом, «Sunny Side Up» (2009), зайняв перше місце на UK Albums Chart. Британська асоціація виробників фонограм сертифікувала обидва альбоми п'ятникратною платиною.

### Ранні роки
У квітні 2014 року Нутіні випустив свій третій студійний альбом «Caustic Love». Альбом отримав позитивні відгуки від музичних критиків. «Caustic Love» дебютував на першому місці в UK Albums Chart і був сертифікований платиною від BPI у червні 2014 року.
Наприкінці липня 2014 року BBC назвала його «найвидатнішим шотландським музикантом сучасності».
Нутіні народився в Преслі, Шотландія, має молодшу сестру. Його батько Альфредо-шотландець італійського походження родом з Тоскани, мати-Лінда є корінною шотландкою. Батько очікував, що Паоло продовжить сімейний бізнес у магазинчику, продаючи рибу та чипси. Нутіні був заохоченний до співу своїм дідусем Джованні Джекі Нутіні та вчителем з академії, який розгледів його талант. Паоло залишив школу, щоб працювати техніком та займатися продажем футболок шотландської рок-групи «Speedway». Згодом він влаштувався музичним продюсером у «Glasgow's Park Lane Studio». Саме там він почав записувати власні пісні разом з Джимом Дугінгом та барабанщиком Speedway.

## Кар'єра

### These Streets
Нутіні зробив свою першу демонстрацію на Atlantic Records у травні 2005 року, незабаром після його 18-річчя. Його перший сингл "These Streets" вийшов в травні 2006 року; За ним вийшов його наступний сингл "Last Request", який був випущений 4 липня 2006 року та зайняв п'яту позицію UK Singles Chart. Третій сингл Нутіні, "Jenny Don't Be Hasty", був випущений 25 вересня 2006 року, і він зайняв двадцяте місце на UK Singles Chart. "Rewind"  - четвертий сингл Нутіні. Він був випущений 4 грудня 2006 року і досяг двадцять сьомого місця в UK Singles Chart.
Дебютний альбом Нутіні "These Streets", написаний з Кеном Нельсоном (який також співпрацював з Coldplay і Gomez), був випущений 17 липня 2006 року і зайняв третю позицію  UK Album Chart. Багато пісень на альбомі, такі як "Last Request" та "Rewind", були натхненні стосунками з колишньою дівчиною Тері Броган, а "Jenny Don't Be Hasty" - справжня історія про зустрічі з старшою жінкою. "These Streets", як сам Нутіні на своєму офіційному вебсайті стверджує: "Цей альбом - погляд на досвід, який я отримав за останні три роки". Наприкінці 2007 року Нутіні виконав пісню  Лабі Сіфрі "It Must Be Love" для альбому BBC Radio 1 "Radio 1 Established 1967".

### Sunny Side Up
1 червня 2009 року Нутіні випустив свій другий студійний альбом Sunny Side Up, який дебютував на першому місці у британському чарті. Перший сингл із альбому "Candy" був випущений 25 травня. У липні він з'явився на вечірньому шоу Friday Night with Jonathan Ross,  виконуючи "Coming Up Easy". Він став другим синглом до альбому  і  дебютував на 62 місці UK Singles Chart 16 серпня 2009 року.  10 вересня 2009 року Нутіні виконав "Coming Up Easy" на The Tonight Show with Conan O'Brien.
Альбом отримав змішану критику.Дехто відзначив відхід від звучання дебютного альбому.  Ніл Маккормік з The Daily Telegraph зазначив, що "його радісний другий альбом органічно поєднує душу, країну, народність та енергію регтайму". Деякі рецензенти були менш вражені. Керрін Салліван зThe Guardian описала альбом як "не поганий", а композицію "10/10"  як "достатню для того, щоб змусити вас відпочити".
Альбом дебютував на першому місці на діаграмі UK Album Chart з продажами понад 60 000 примірників, відбивши сильну конкуренцію Love & War, дебютного альбому  сольного виконавця Даніеля Меррівезера. На  Irish Albums Chart альбом  дебютував на другому місці після нового альбому Емінема, а через тиждень він зайняв перше місце. Альбом став одним з найбільш продаваних у Великій Британії за весь рік.  3 січня 2010 року " Sunny Side Up" вдруге очолила UK Album Charts, зробивши альбом  альбомом "Номер один" у Сполученому Королівстві 2010 року та десятиліття.

### Caustic Love
У грудні 2013 року було оголошено, що Нутіні записав третій альбом "Caustic Love", який вийшов 14 квітня 2014 року. Перший сингл "Scream (Funk My Life Up)" вийшов 27 січня.  The Independent описала альбом, як "безумовний успіх: Caustic Love може бути кращим альбомом Великої Британії в стилі R & B з часів розквіту синьоокого соулу Рода Стюарта та Джо Кокера". 8 грудня 2014 року  Apple назвав  "Caustic Love" найкращим альбомом в iTunes за 2014 рік. 18-місячний тур, присвячений випуску альбому пройшов  у Північній Америці, Європі, Південній Африці, Австралії та Новій Зеландії.  У серпні 2015 року Nutini став хедлайнером Bellahouston Park у Глазго,квитки на концерт якого купили понад 30 тисяч осіб.
Після великих гастролей у 2015 році на підтримку альбому, Нутіні перервався в 2016 році. 20 вересня 2016 року було оголошено, що Нутіні стане хедлайнером концерту в Гардені,флагманської події Единбургської вечірки на вулиці Хогманай, на Новий рік 2016/2017. Місця були розпродані за рекордні три години, через що було проведено ще один концерт "The Night Afore".

## Особисте життя
Нутіні мав 8-річні стосунки з шотландською моделлю Тері Броган. Вони зустрілися в Академії Св. Андрія в Пейслі, коли їм було 15 років. Після завершення стосунків він зустрічався з ірландською телеведучою і моделлю Лаурою Уітмор. Нутіні мав стосунки з англійською актрисою та моделлю Амбер Андерсон з 2014 до 2016 рік. В одному інтерв'ю  Нутіні заявив, що протягом всього життя з шістнадцяти років він курив каннабіс кожен день. 22 лютого 2015 року вийшла біографія про Нутіні  під назвою "Paolo Nutini: Coming Up Easy". Біографія була написана автором Коліном Макфарлейном.

## Нагороди
| Рік  | Нагорода                | Категорія                          | Робота            | Результат | Ref.   |
| ---- | ----------------------- | ---------------------------------- | ----------------- | --------- | ------ |
| 2007 | BRIT Awards             | Чоловік Британії 2007              | Н/Д               | Номінація | [ 4 ]  |
| 2008 | ASCAP Vanguard Award    | Найкращий автор пісні              | New Shoes         | Перемога  | [ 5 ]  |
| 2009 | UK Music Video Awards   | Найкращий кліп                     | Candy             | Номінація | [ 6 ]  |
| 2009 | UK Music Video Awards   | Найкращий телекінопроектор         | Candy             | Перемога  | [ 7 ]  |
| 2009 | UK Music Video Awards   | Найкраще Поп-відео                 | Candy             | Номінація | [ 6 ]  |
| 2010 | BRIT Awards             | Британський соло артист            | Н/Д               | Номінація | [ 8 ]  |
| 2010 | BRIT Awards             | Альбом Британії                    | Sunny Side Up     | Номінація | [ 8 ]  |
| 2010 | Нагорода Айвор Новелло  | Найкращий альбом                   | Sunny Side Up     | Перемога  | [ 9 ]  |
| 2010 | Meteor Awards           | Найкращий інтернаціональний альбом | Sunny Side Up     | Перемога  | [ 10 ] |
| 2010 | Meteor Awards           | Інтернаціональний чоловік року     | Н/Д               | Номінація | [ 11 ] |
| 2010 | Q Awards                | Чоловік року                       | Н/Д               | Перемога  | [ 12 ] |
| 2010 | Scottish Fashion Awards | Ікона стилю                        | Н/Д               | Перемога  | [ 13 ] |
| 2010 | Tartan Clef Awards      | Tartan Clef                        | Н/Д               | Перемога  | [ 14 ] |
| 2010 | UK Festival Awards      | "Відчуй твори літа"                | Н/Д               | Перемога  | [ 15 ] |
| 2011 | UK Festival Awards      | Підсумки року                      | Latitude Festival | Перемога  | [ 16 ] |
| 2014 | Q Awards                | Найкраща пісня                     | Iron Sky          | Перемога  | [ 17 ] |